# GADD45
La família de proteïnes Gadd45 (de l’anglès grow arrest and DNA damage-inducible 45) està formada per Gadd45A, Gadd45B i Gadd45G. Aquestes proteïnes actuen com a sensors d’estrès cel·lular, sigui genotòxic o fisiològic, i, a més, actuen sobre el creixement tumoral. Les Gadd45 presenten un gran nombre d’interaccions amb altres proteïnes que també estan implicades en la regulació de l'estrès cel·lular.
Les funcions de les proteïnes Gadd45 són ben diverses, però cal destacar que tenen un paper crític en la reparació de l'ADN, el control negatiu del creixement, l'estabilitat genòmica, els punts de control del cicle cel·lular i l'apoptosi. A més, aquesta família de proteïnes regula la diferenciació en l'etapa de l'embriogènesi, una etapa clau de l'activació del genoma zigòtic. Diverses investigacions també han permès concloure que les Gadd45 tenen un rol molt important en l'autofàgia. Actualment, són unes proteïnes molt utilitzades en el camp de la teràpia antitumoral. Pel que fa a la seva localització en la cèl·lula, principalment es troben al nucli.

## Història
La proteïna Gadd45A va ser descoberta i caracteritzada al laboratori d'Albert J. Fornace Jr. el 1988. Gadd45A va ser el primer membre identificat d'aquesta familia de proteïnes, mitjançant el cribratge d'una biblioteca d'ADNc de transcripcions augmentades després de l'aplicació de radiació ultraviolada (UV) a cèl·lules de hàmster xinès (CHO).
La proteïna Gadd45B (MyD118) va ser descoberta i caracteritzada als laboratoris de Dan A. Liebermann i Barbara Hoffman l'any 1991. Gadd45B també es coneix com a MyD118, i es va identificar com a un gen de resposta primària, induït de manera transitòria per IL-6 en línies cel·lulars de leucèmia mieloide.
La proteïna Gadd45G (CR6) va ser descoberta i caracteritzada als laboratoris de Kenneth Smith, Dan A. Liebermann i Barbara Hoffman el 1993 i el 1999. Gadd45G va ser clonada originalment per Carol Beadling, que li va donar el nom de CR6 l'any 1993. En aquest experiment, es va observar que diversos gens, inclòs el de Gadd45G, eren induïts per IL-2, i es van identificar com a gens de resposta primerenca immediata als limfòcits T. El seu paper com a supressor de tumors va ser descobert el 1999 per Wei Zhang. També va rebre el nom OIG37 per Koh Nakayama a causa de la seva regulació per oncostatina M, que es va trobar que era capaç d'inhibir-ne el creixement. Finalment, també es va conèixer com a proteïna 17 relacionada amb Gadd, durant el seu aïllament d'una biblioteca d'ADNc per part de Mikio Suzuki, a causa de la seva homologia amb Gadd45.

## Estructura
Les proteïnes de la família Gadd45 són de mida petita i d’un pes molecular de 18 kDa. Tenen un caràcter acídic poc comú entre la majoria de les proteïnes, amb un pH d’entre 4.0-4.2, i presenten entre elles un alt grau d’homologia, atès que entre el 55-57% de la seqüència d’aminoàcids és idèntica. Tot i les semblances entre elles, presenten certes diferències en la configuració tridimensional que els proporciona funcions diferents.

### L'estructura monomèrica de les Gadd45 humanes
La seqüència d’aminoàcids de cada proteïna Gadd45 adopta una conformació tridimensional que consisteix en una làmina β de cinc cadenes β envoltada per cinc hèlix α, col·locades alternativament al llarg de la seqüència. També hi ha tres girs, L1, L2 i L3, entre les làmines B2 i l’hèlix H3, H4 i B4, i B4 i H5, respectivament. Excepte el gir L1, els L2 i L3 es troben desordenats i, per tant, poc definits.
El conjunt de les cadenes β forma una làmina β i aquestes es troben col·locades en l’ordre B1-B4-B2-B3-B5. Les tres primeres subunitats segueixen una distribució antiparal·lela, mentre que les altres tres en segueixen una de paral·lela. Al voltant d’aquesta làmina β es troben les hèlix α, repartides de tal manera que les hèlix H1, H4 i H5 es troben per sota de la làmina i les hèlix H2 i H3 per sobre. Mentre que H1 i H4 son perpendiculars a les cadenes β, H2 i H3 son paral·leles entre si i amb les cadenes β, aproximadament. La part més estable està formada per la làmina β i les hèlix H2, H3 i H5. El gir que connecta la cadena B2 i l’hèlix H3 perd flexibilitat a causa de l’a interacció entre els residus Asp68 i His118, ja que la seva seqüència d’aminoàcids és AGEEDEGD. En les hèlix α H2 i H3 hi ha una distribució d’un gran nombre de residus hidrofòbics, formant una àrea hidrofòbica a la superfície de la molècula que a l’hora proporciona una àrea de formació de dímers.

### Formació de dímers entre monòmers de Gadd45
En cèl·lules sense estrès, el nivell d’expressió de les proteïnes Gadd45 és molt baix; formen monòmers i realitzen certes funcions desconegudes. En canvi, en condicions d'estrès induïdes per la radiació ultraviolada o productes químics nocius, la concentració de Gadd45 augmenta, donant lloc a la dimerització. Això permet la seva interacció amb una gran diversitat de proteïnes, com ara p21, cdc2 i PCNA.
En estat cristal·lí, cada monòmer es troba en contacte directe amb uns altres cinc. De les interfícies que es formen a partir d’aquestes interaccions, una d’elles consta d’una àrea de 1585 Å², sent la més gran de totes.Aquesta gran superfície dona lloc a la formació d’un dímer, format per dos monòmers connectats per un eix de plegament cristal·logràfic. Els residus que intervenen en aquest procés son comuns a totes les proteïnes Gadd45, de manera que queden exposats les regions i girs que diferencien cada isòmer, permetent interaccions i funcions específiques. En la interfície, quatre hèlix alfa, dues per cada monòmer, es troben paral·leles i intercalades. A més, s'hi poden distingir una gran regió hidrofòbica i una altra de més petita amb característiques hidròfiles. El conjunt de la interfície del dímer i les regions del voltant dona lloc a un nucli hidrofòbic, considerat la part més estable de l'oligòmer.
La formació i manteniment d’aquesta conformació tridimensional es pot veure alterada per diverses mutacions a diferents parts de la proteïna. Un canvi en un o més residus provoca que la massa aparent del dímer mutat sigui menor i, en conseqüència, tingui una constant de dissociació més alta. La pèrdua d’aquesta estructura altera les interaccions de les Gadd45, com ara amb les proteïnes p21 i cdc2. Com a resultat, les proteïnes Gadd45 no poden induir o regular l'aturada del cicle cel·lular.

### Les Gadd45 i la formació d’agregats amiloides tòxics
Cada membre de la família de les proteïnes Gadd45, tot i mantenir un determinat nivell d’homologia estructural, presenta propietats biofísiques diferents. Amb relació a la temperatura, les proteïnes Gadd45B i Gadd45G rarament es mostren estables en condicions fisiològiques i tenen un punt de fusió aproximadament de 40 °C. En canvi, les Gadd45A tenen un punt de fusió esperat per a una proteïna aïllada d’un organisme mesòfil, al voltant dels 53 °C. Quan les proteïnes Gadd45A i Gadd45B son escalfades, formen espècies de pes molecular alt que presenten característiques pròpies dels agregats amiloides. Quan la temperatura sobrepassa el seu punt de fusió, la seva estructura secundària experimenta una sèrie de canvis i deriva a la formació d’estructures β-amiloide. Quan la temperatura baixa, aquesta conformació es manté. Ara bé, quan les proteïnes Gadd45G són escalfades, presenten una estructura desnaturalitzada que conserva gran part de la conformació secundària, però quan la temperatura disminueix recuperen la seva estructura nativa.
Tenint en compte que els agregats amiloides presenten citotoxicitat, els isòmers Gadd45A i Gadd45B tractats tèrmicament indueixen un major nivell de mortalitat, mentre que l’isòmer Gadd45G no altera la viabilitat de la cèl·lula, ja que la seva desnaturalització no desencadena la formació d’agregats.

## Funcions
Les funcions biològiques de la família de proteïnes Gadd45 són similars, però poden variar en diferents condicions fisiològiques o quan es troben en diferents tipus de cèl·lules.

### Estrès genotòxic (GTX) i estrès no genotòxic (NGTX)
L'estrès genotòxic, també conegut com a estrès replicatiu, es dona durant la replicació de l’ADN. En aquest procés es poden produir errors i com a conseqüència poden aparèixer mutacions. Aquestes normalment són corregides gràcies al mecanismes de reparació de l’ADN, però hi ha vegades que romanen i es transformen en permanents. És en aquest moment quan els agents GTX interaccionen amb l’ADN i poden causar l’aparició de tumors.
En el cas de l'estrès no genotòxic o no replicatiu els agents NGTX no interaccionen amb l’ADN i es creu que causen tumors quan modifiquen certes estructures cel·lulars o provoquen canvis en la proliferació de les cèl·lules.
Les proteïnes de la família Gadd45 tenen un paper important quan es produeix l'estrès genotòxic o no genotòxic, actuant com a sensors d’estrès i supressors tumorals. Un cop s'ha produït el dany cel·lular, les Gadd45 són induïdes i es produeix o bé l’aturada del cicle cel·lular o bé l'apoptosi de la cèl·lula afectada, evitant així el progrés de les cèl·lules canceroses. Les Gadd45 també poden intervenir abans que es produeixi el dany, prevenint l’aparició de cèl·lules malignes.
Les Gadd45 estan regulades gràcies a la interacció amb altres proteïnes, ja sigui entre components de la mateixa família o amb proteïnes que no en formen part. D’aquest últim grup cal destacar MTK1/MEKK4, MKK7, PCNA, p53 i BRCA1.

#### Supressió del procés neoplàsic
Les Gadd45 serveixen com supressors de tumors en resposta a diversos estímuls, de manera que es poden relacionar els efectes en la via de les Gadd45 amb l'inici i la progressió de neoplàsies. A més, la inducció de la expressió de Gadd45 és un pas clau en la mediació de l'activitat cancerígena de diversos fàrmacs quimioterapèutics i, per tant, l'absència d'aquestes proteïnes podria eliminar els seus efectes en cèl·lules canceroses.
La família de Gadd45 està regulada pels danys a l'ADN mediats per agents alquilants o radiació UV, així que tenen un paper crucial en la prevenció de la transformació de cèl·lules normals en cèl·lules malignes. Hi ha diferents contribuents moleculars que regulen l'expressió de les Gadd45, ja sigui induint o estabilitzant les seves transcripcions. Entre aquestes proteïnes, p53, BRCA-1 i altres supressors de tumors augmenten l'expressió de Gadd45.

#### Aturada del cicle cel·lular
La detenció del cicle cel·lular és un mecanisme de defensa cel·lular essencial per tal de preservar la integritat del genoma, per prevenir la replicació d'ADN danyat i la propagació d'informació genètica errònia. A més, la inestabilitat genòmica causada per la pèrdua dels punts de control del cicle cel·lular se sol relacionar amb l'aparició de tumors. La progressió del cicle cel·lular, a través de les fases G1, S, G2 i M, està controlada per proteïnes reguladores, de les quals destaquen les serina/treonina cinases, les cinases dependents de ciclines (CDK) i les ciclines.
Els punts de control del cicle cel·lular G2/M i G1/S mantenen l'estabilitat genòmica en resposta a l'estrès genotòxic, i es regulen en resposta al dany de l'ADN. Els defectes en aquests passos poden donar lloc a un fenotip mutant associat a la carcinogènesi. L'acció més destacada de les proteïnes Gadd45 en l'aturada del cicle cel·lular s'observa en el punt de control G2/M, al desconfigurar el complex CDK1/Ciclina B1. Les Gadd45 inhibeixen el complex CDK1/Ciclina B1 interactuant directament amb les CDK1, però no amb la ciclina B1. La interacció de les Gadd45A i Gadd45B amb CDK1/Ciclina B1 dona lloc a la dissociació del complex, que, al seu torn, inhibeix l'activitat de la cinasa CDK1. En canvi, les Gadd45G inhibeixen l'activitat de la CDK1 sense dissociar el complex.

#### Apoptosi

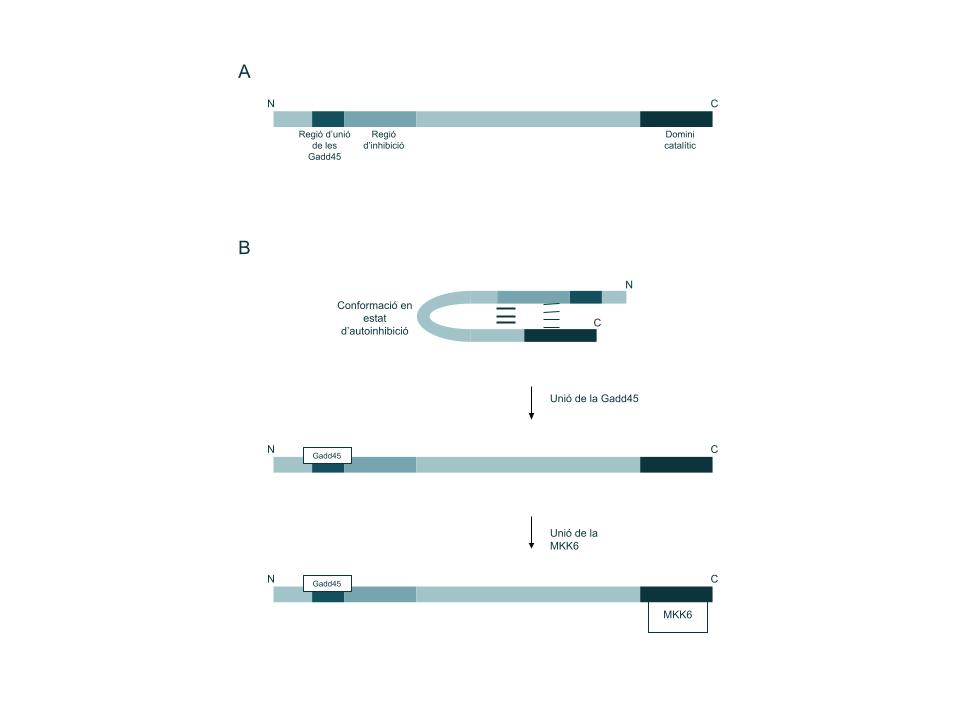
A) Dibuix esquemàtic de l'enzim MKT1 on es mostra la regió d'unió amb les proteïnes Gadd45, la regió d'inhibició i el domini catalític, juntament amb els terminals N i C. B) Representació del procés d'activació de la cinasa MKT1 a partir de la interacció amb Gadd45. Inicialment la proteïna es troba amb els terminals interactuant entre ells, evitant que el domini catalític estigui lliure, mantenint d'aquesta manera l'enzim inactiu. Quan alguna proteïna Gadd45 s'uneix a la regió corresponent, es trenquen els enllaços que uneixen els terminals i el domini catalític queda lliure, permetent la seva unió amb el seu substrat, la proteïna MKK6. Aquesta és responsable de l'activació de la cinasa p38, que, un cop activa, iniciarà el procés d'apoptosi.

Les proteïnes Gadd45 tenen una funció pro-apoptòtica, que duen a terme mitjançant l'activació de les cinases de resposta a l'estrès p38 i JNK. La sobreexpressió dels tres tipus de proteïnes Gadd45 indueix l'apoptosi en les cèl·lules HeLa mitjançant la coexpressió de la proteïna MTK1, una cinasa MAPK de la via d’activació de la cinasa p38, que s'activa amb la interacció física entre una de les seves regions N-terminal i les Gadd45. La seva coexpressió dona lloc a una activació que consisteix en la dissociació de l'amino terminal i el carboxil terminal, aturant d’aquesta manera l’autoinhibició de l'enzim, la dimerització i l’autofosforilació. Així doncs s'indueix la cinasa a la seva activació. Pel que fa a nivell individual de cada proteïna, la inducció de les Gadd45A mediada per les BRCA-1 està implicada en l'apoptosi de cèl·lules canceroses de mama i de querationòcits irradiats amb UV. D'altra banda, les Gadd45G intervenen en la mort de les cèl·lules neuronals.
Atès que les funcions de les proteïnes Gadd45 depenen de les interaccions que tenen amb diferents proteïnes, aquestes podran induir o no l’apoptosi cel·lular. Un cas exemplar és el de la proteïna Gadd45B; aquesta proteïna, mitjançant la cohibició de l’activació de la cinasa JNK, promou la supervivència dels fibroblasts d’embrió de ratolí en resposta al factor de necrosi tumoral α. També s'associa directament a l'enzim MKK7 per inhibir la seva activitat enzimàtica a partir de la seva unió als aminoàcids crítics del domini catalític i media els efectes protectors de la proteïna CD40 contra l’apoptosi dels limfòcits B induïda per la proteïna de membrana Fas, entre d'altres funcions antiapoptòtiques.

#### Reparació de l'ADN
Les Gadd45 tenen una funció de reparació de l'ADN mitjançant interaccions amb la proteïna PCNA. Quan l'ADN és danyat a causa de l'exposició a agents nocius, PCNA es reubica, canviant la seva localització nuclear dels llocs de replicació de l'ADN als de dany de l'ADN. Això provoca canvis en la reparació per escissió de nucleòtids, la reparació per escissió de bases i la reparació d'errors per desajustos.

En un altre mecanisme, les Gadd45 es recluten als mononucleosomes, els quals han estat alterats per l'acetilació d'histones o la radiació UV, on interaccionen amb histones provocant una alteració en l'accessibilitat de l'ADN i facilitant la relaxació i l'activitat d'escissió de la topoisomerasa.

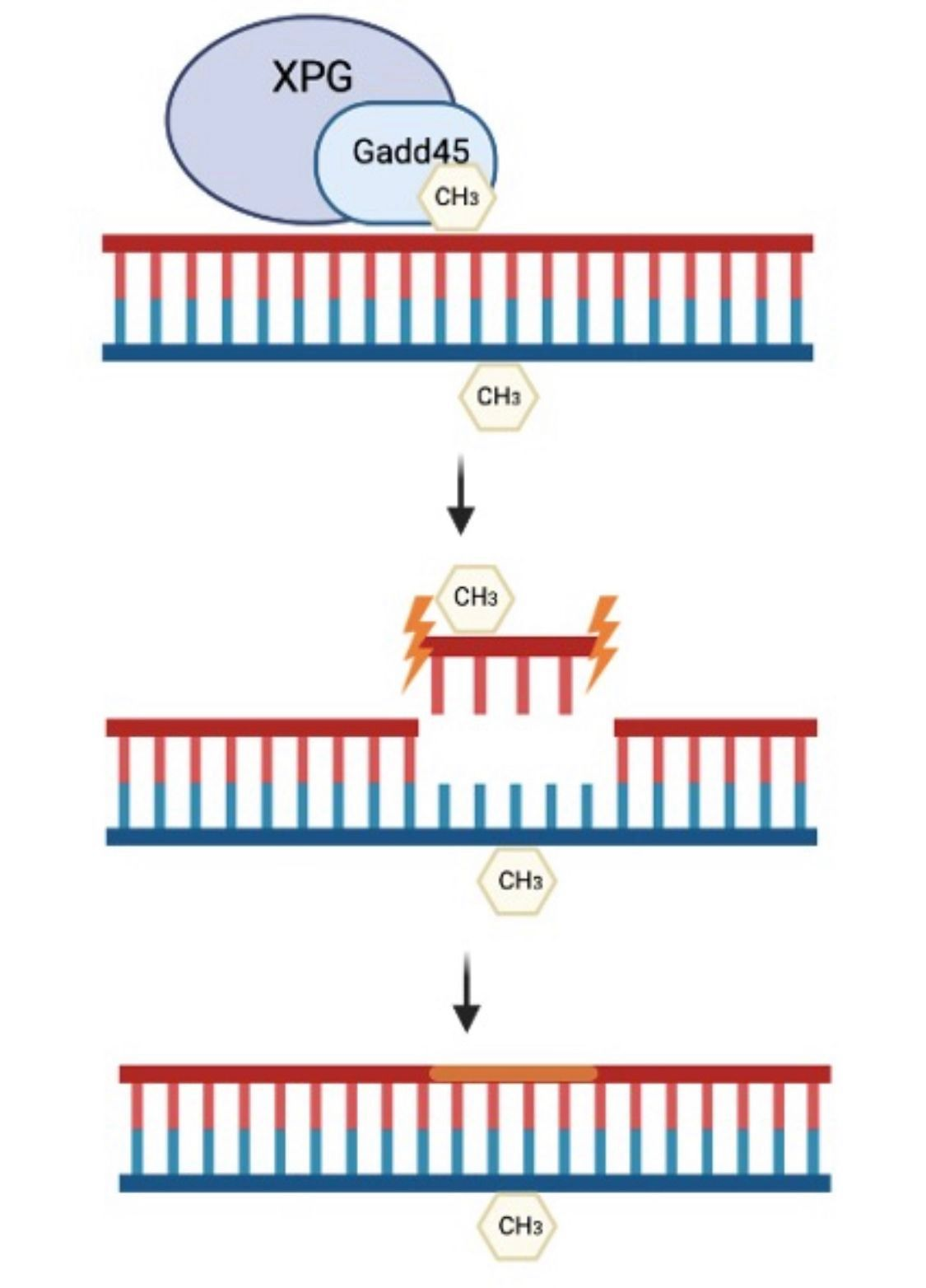
Representació de la desmetilació de l'ADN mitjançant les proteïnes Gadd45, les quals interactuen amb la endonucleasa XPG. Es mostra la unió de les Gadd45 al lloc de desmetilació, l'escissió de la 5-metilcitosina i, finalment, la reparació de l'ADN.

#### Desmetilació de l'ADN
El procés de desmetilació de l'ADN es produeix mitjançant la conversió de la citosina en timina i la escissió de la base no coincident seguida de la reparació de l'ADN. Les Gadd45 activen l'expressió de gens silenciats per metilació i indueixen la hipometilació global de l'ADN, mentre que la inhibició de les Gadd45 indueix la hipermetilació de l'ADN. La desmetilació de l'ADN mediada per les Gadd45 és un mecanisme actiu que no depèn de la replicació cel·lular. Les Gadd45 interactuen amb la endonucleasa de reparació de l'ADN, XPG, la qual actua com a endonucleasa durant la reparació per escissió de nucleòtids, activant gens silenciats per metilació.

#### Senescència cel·lular
Les proteïnes Gadd45 tenen un paper important en el procés de senescència cel·lular. A partir de diversos estudis s'ha pogut observar que les Gadd45 indueixen la senescència en diverses cèl·lules mitjançant diferents mecanismes. Un d’aquests correspon a la via de senyalització Gadd45-p38 MAPK-GRB2-TGFβR2-TGFβ, que és induïda per l’activació prolongada de la proteïna p21 com a resultat del dany en DNA. L’increment d’aquesta cinasa s'associa a la senescència induïda per estrès oxidatiu. Addicionalment, les proteïnes Gadd45 poden regular l'expressió de la p21 a nivell transcripcional i interactuar amb ella físicament.
A part dels mecanismes clàssics que involucren cinases com la p53, p21 o p16, hi ha isòmers que actuen a partir de vies complementàries, com ara les Gadd45G. Mitjançant la via de senyalització Gadd45-SHP2-JAK/STAT3-hTERT, les Gadd45G indueixen la senescència cel·lular amb la regulació descendent de JAK/STAT3. A l'inici de la via interaccionen amb la proteïna SHP2 i l'activen, permetent la seva funció inhibitòria de JAK/STAT3. Contràriament, si hi ha una inhibició de SHP2, JAK/STAT3 i hTERT adopten l'estat actiu i contrarresten la senescència. Aquestes interaccions cooperen per controlar la transformació maligna de cèl·lules i la formació de tumors.

### Immunologia
Les Gadd45 també formen part del sistema immunitari dels vertebrats. Aquestes proteïnes són part dels diversos components que formen el sistema de senyalització intracel·lular, que està regulat per citocines i polisacàrids bacterians. Cadascun del components de la família de les Gadd45 té una funció una mica diferent que la resta, però en conjunt permeten la diferenciació de cèl·lules mieloides en el procés de la immunitat innata, i també ajuda a la diferenciació de macròfags i granulòcits. Aquestes proteïnes es troben molt presents en els limfòcits T, on son induïdes per receptors TCR i alhora provoquen l’activació d'altres proteïnes antitumorals i antiinflamatòries. Així doncs, una manca d’aquestes proteïnes pot conduir a malalties autoimmunitàries i una reducció del control tumoral.
Tal com s'ha dit, els tres components de la família Gadd45 actuen de manera diferent. Per una banda Gadd45B i Gadd45G regulen l'expressió de les citocines i la diferenciació dels limfòcits T, mentre que Gadd45A regulen l’activació de p38 i JNK. A més a més Gadd45B també té la propietat de regular els processos autofàgics que permeten la degradació de patògens.

## Aplicacions

### Teràpia antitumoral
La família de Gadd45 s'ha convertit en l’objectiu d’algunes teràpies antitumorals. Els fàrmacs utilitzats n’indueixen l'expressió per tal que hi hagi un augment de la quantitat de proteïna o per estabilitzar-ne l'estructura.

#### Acció d’alguns fàrmacs sobre Gadd45
- CD437: afavoreix l'expressió de Gadd45A i n’estabilitza l'estructura, provocant l’aturada del cicle cel·lular en la fase G1 i l’apoptosi de les cèl·lules canceroses. Aquest fàrmac s'utilitza sobretot en càncer de mama, de pulmó o colorectal.[16]
- NSAIDs (de l'anglès, nonsteroidal anti-inflammatory drugs): aquests fàrmacs, que s'utilitzen freqüentment per reduir la febre o inflamacions, s'han començat a utilitzar per a la quimioprevenció de càncer de mama, d’ovari o colorectal, tot i que encara s'està estudiant el seu efecte en aquest camp. Els NSAIDs provoquen la inhibició de les ciclooxigenases (COX) i del factor de creixement de l'endoteli vascular (VEGF), principals causants de la metàstasi, i indueix les proteïnes Gadd45. En concret, indueix la producció de Gadd45A i Gadd45G, que faciliten l’apoptosi de les cèl·lules canceroses.[16][26]
- Docetaxel: aquest fàrmac s'uneix als microtúbuls modificant la seva funció i, conseqüentment, inhibeix la divisió cel·lular i, per tant, la proliferació de les cèl·lules canceroses.[27] Tal com fan la resta de drogues, Docetaxel també indueix l'expressió de Gadd45A i Gadd45G.[16]
- ACBP: s'ha comprovat que la proteïna ACBP regula Gadd45A, de tal manera que provoca que durant la seva administració els nivells de Gadd45A augmentin considerablement. Això ha permès promoure l’apoptosi de les cèl·lules canceroses, i per tant, aturar de forma considerable el creixement del tumor. Actualment s'utilitza en casos de càncer gàstric, i se’n continua estudiant el funcionament.[28]

## Interaccions
Les Gadd45 interaccionen físicament amb altres proteïnes cel·lulars, implicades en la regulació del cicle cel·lular i la resposta de les cèl·lules a l'estrès. Cadascun dels tipus d'aquesta família interacciona amb molècules diferents, però moltes d'elles son coincidents.
| TIPUS D'INTERACCIÓ AMB GADD45 | CARACTERÍSTIQUES DE LA INTERACCIÓ |  |
| ----------------------------- | --- |  |
| Cdk1                          | És una cinasa que es troba inhibida per Gadd45. La seva interacció causa una interrupció en el cicle cel·lular. |  |
| CCNB1 (Ciclina B1/CdC2)       | La interacció dona lloc a la dissociació del complex Cdc2/ciclina B1 que, al seu torn, inhibeix l’activitat de la cinasa Cdc2.                                                                                           |  |
| GADD45GIP1/CRIF1              | És una proteïna nuclear que interacciona amb Gadd45 i pot tenir un paper molt important en la regulació negativa de la progressió del cicle cel·lular i el creixement cel·lular.                                         |  |
| MAP3K4                        | Aquestes proteïnes activen l'activitat de la cinasa MTK1, tant in vivo com in vitro. Gadd45 media l'activació de la via p38/JNK a través de MAP3K4, com a resposta a l'estrès ambiental.                                 |  |
| p21                           | És un gen diana de p53 que és un inhibidor de cinasa depenent de ciclina universal i que està implicat en la detenció del cicle cel·lular G1/S i G2/M.                                                                   |  |
| PCNA                          | Proteïna nuclear que té un paper molt important en la replicació i la reparació de l’ADN. De fet, la interacció de les proteïnes Gadd45 amb PCNA forma part del procés de reparació de l’ADN per escissió de nucleòtids. |  |
| CRIF                          | La seva interacció causa la inhibició de Cdc2/ciclina B1 i Cdk/ciclina E. |  |
| p38 MAPK                      | Gadd45 s'hi relaciona mitjançant interaccions amb MAP3K4, fet que pot ser important en la determinació del sexe. |  |
| BRCA-1                        | La interacció causa la supressió del procés neoplàsic i apoptosi. |  |